# Resident Evil (серія ігор)
Resident Evil (укр. Оселя зла) також відома в Японії як Biohazard (яп. バイオハザード Baiohazādo?) — серія відеоігор та заснована на ній медіафраншиза, створена Сіндзі Мікамі і Токуро Фудзівара та розроблена компанією Capcom. Франшиза включає серію ігор жанру survival horror, а також художні фільми, анімаційні фільми, комікси, новели, аудіо-драми та іншу супутню продукцію. Історія концентрується на боротьбі із зомбі та мутантами, створених переважно космополітичною корпорацією Umbrella.
Перша Resident Evil була випущена в 1996 році, події відбувалися в особняку містечка Раккун-Сіті, наповненого зомбі та мутантами, куди потрапляє загін спецпризначенців. Франшиза виросла до численних продовжень різних жанрів, які включали елементи екшену, дослідження та розв'язання головоломок, а також сюжетні лінії, натхненні фільмами жахів. Resident Evil — найпопулярніша відеоігрова франшиза Capcom, яка налічує понад 110 мільйонів проданих одиниць по всьому світу станом на 2022 рік.

## Історія
Resident Evil дебютувала у 1996 році на консолі Sony PlayStation, а пізніше на Sega Saturn. В ній загін спецпризначенців (грання відбувається за двох із них), розслідуючи таємничі події в околицях вигаданого міста Раккун-Сіті, опиняється в особняку, де випробовувався тератогенний Т-вірус. Гра отримала високі оцінки від преси та комерційний успіх, що призвело до виходу двох сиквелів на PlayStation — Resident Evil 2 у 1998 році та Resident Evil 3: Nemesis у 1999 р., де масштаб подій розростається до зомбі-епідемії в Раккун-Сіті. На Nintendo 64 вийшов порт Resident Evil 2. До того ж, порти усіх трьох ігор згодом вийшли на Windows.
Наступна гра серії, Resident Evil Code: Veronica, була розроблена для Sega Dreamcast та випущена у 2000 році. В ній події відбуваються на низці військових баз, де проводилися експерименти з Т-вірусом. За нею слідували порти 2 та 3 частин. Resident Evil Code: Veronica пізніше було знову випущено для Dreamcast у Японії під назвою Code: Veronica Complete, що містила незначні зміни ігрових роликів. Цю оновлену версію пізніше портували на PlayStation 2 та Nintendo GameCube під назвою Code: Veronica X.
Незважаючи на попередні оголошення щодо виходу наступної гри на PlayStation 2, в результаті чого було створено зовсім окрему гру під назвою Devil May Cry, засновник та продюсер серії Сіндзі Мікамі вирішив видати підсерію ексклюзивною для Nintendo GameCube. Наступні три гри серії (рімейк оригінальної Resident Evil та приквел Resident Evil Zero, випущені у 2002 році, а також Resident Evil 4) спочатку справді були випущені як ексклюзиви для GameCube. Resident Evil 4 дещо відійшла від традицій попередніх ігор, перемістивши дію в ізольоване село, жителі якого виявилися заражені паразитами. Пізніше Resident Evil 4 було випущено під Windows, PS2 та Wii. До того ж, GameCube поповнилася попередніми сиквелами Resident Evil. Незважаючи на домовленість про ексклюзивність між Capcom та Nintendo, Capcom випустила кілька ігор Resident Evil на PS2, які не вважаються прямими сиквелами.
Трилогія ігор для світлового пістолета, відома як серія Gun Survivor, характеризується геймплеєм від першої особи. Перша гра, Resident Evil: Survivor, вийшла в світ у 2000 році на PlayStation та ПК, але отримала посередні відгуки. Наступні ігри, Resident Evil Survivor 2 Code: Veronica та Resident Evil: Dead Aim, досягли дещо кращих результатів. Насправді, Dead Aim — це четверта гра серії Gun Survivor у Японії, оскільки Gun Survivor 3 — це Dino Stalker, спін-оф серії Dino Crisis. Подібним чином, серія Chronicles характеризується гемплеєм від першої особи, проте з постійним прямолінійним шляхом (тобто рухи гравця обмежені, в той час як гра слідує шляхом, закладеним розробником). Resident Evil: The Umbrella Chronicles вийшла у 2007 році на Wii, за якою слідувала Resident Evil: The Darkside Chronicles у 2009 р..
Resident Evil: Outbreak — це онлайн-гра для PS2, випущена у 2003 році. Вона розповідає епізодичні історії, що відбуваються у місті Раккун-Сіті одночасно з подіями Resident Evil 2 і 3. Слідом за нею вийшов сиквел — Resident Evil Outbreak: File 2. Місто Раккун-Сіті — це вигадана метрополія, розташована у Північній Америці у горах Арклей, яку заполонила епідемія смертельного Т-вірусу, в результаті чого місто було знищено урядом Сполучених Штатів за допомогою ядерного вибуху. Місто виступає зв'язною ланкою у розвитку серії, головним каталізатором падіння корпорації «Umbrella», а також поворотною точкою для біографій деяких найпомітніших персонажів серії.
Resident Evil Gaiden — гра у жанрі action-adventure для Game Boy Color з бойовою системою в стилі RPG. На Game Boy Color також вийшов пінбол, що використовує тему Resident Evil (на ігровому полі присутні персонажі та монстри з ігор серії). У Японії також існує кілька мобільних ігор, заснованих на серії Resident Evil. Деякі з них вийшли у Північній Америці та Європі через T-Mobile. Під час пресконференції Sony на E3 2009 було оголошено, що гра під назвою Resident Evil Portable з'явиться на PlayStation Portable.
Під час E3 2010, Кейдзі Інафуне (Keiji Inafune) представив Resident Evil: Revelations, першу гру серії на Nintendo 3DS. Пізніше гра також вийшла на усіх домашніх консолях та на ПК. У 2011 році Capcom оголосили про роботу над Resident Evil: Operation Racoon City — шутером від третьої особи. Гра вийшла у лютому 2012 року. У жовтні того ж року було випущено Resident Evil 6. Обидві ігри отримали змішані відгуки, але через велику базу фанатів серії обидві гри мали фінансовий успіх.
У березні 2015 року було випущено продовження Resident Evil: Revelations 2. Також Capcom оголосила про роботу над Umbrella Corps — грою, присвяченою святкуванню 20-річчя серії у 2016. У 2015 році Capcom почала випускати Remastered-версії свої старих ігор на сучасні платформи. Так, колишні ексклюзив для Nintendo GameCube — Resident Evil (remake) та Resident Evil Zero, були випущені на усіх актуальних платформах. Також HD-версії Resident Evil 4 та Resident Evil: Code: Veronica були випущені на PS3 та Xbox 360. Крім того того ж року Capcom офіційно анонсувала видання Resident Evil 2 (remake). 2016 року світ побачила гра Umbrella Corps: командний шутер без сюжету. Критики прийняли гру майже одностайно негативно, а кількість гравців зменшилася приблизно в 10 разів вже за тиждень після випуску.
У 2017 році Capcom випустили Resident Evil 7: Biohazard. Після негативних відгуків на останні нові ігри, Capcom вирішили кардинально змінити серію, зробивши гру від першої особи з виключно новими персонажами та повернувшись до витоків серії. Події тут відбуваються в маєтку, жителі якого були заражені особливим грибком, а частку екшену суттєво зменшено. Попри різкі зміни, гра мала успіх серед фанатів серії і отримала в цілому позитивні відгуки.
На E3 2018, після трирічного мовчання, Capcom оголосила дату випуску рімейку Resident Evil 2. Реліз гри відбувся 25 січня 2019 року. В грудні 2019 року на виставці Sony State of Play було анонсовано реліз рімейку Resident Evil 3, що вийшла 3 квітня 2020 року.
Продовження Resident Evil 7 під назвою Resident Evil Village (Vill- стилізовано як римську VIII) на презентації PlayStation 5 у червні 2020 року. Реліз відбувся 7 травня 2021. Гра перейняла низку ідей Resident Evil 4. Події також відбуваються в ізольованому селі, але збільшилась кількість екшн-сегментів, порівняно з попередньою грою.
В червні 2022 року було анонсовано ремейк Resident Evil 4. Реліз гри відбувся 24 березня 2023 року.

## Список ігор

### Основна серія
| Рік випуску | Назва                        | Платформи |
| ----------- | ---------------------------- | --- |
| 1996        | Resident Evil                | Microsoft Windows, PS1, Nintendo DS, Sega Saturn                                                                   |
| 1998        | Resident Evil 2              | Microsoft Windows, PS1, Nintendo 64, Dreamcast, Nintendo GameCube, Game.com                                        |
| 1999        | Resident Evil 3: Nemesis     | Microsoft Windows, PS1, Dreamcast, Nintendo GameCube                                                               |
| 2000        | Resident Evil Code: Veronica | PS2, PS3, Xbox 360, Dreamcast, Nintendo GameCube                                                                   |
| 2002        | Resident Evil Zero           | Microsoft Windows, PS3, PS4, Xbox 360, Xbox One, Nintendo Switch, Nintendo GameCube, Wii                           |
| 2005        | Resident Evil 4              | Microsoft Windows, PS2, PS3, PS4, Xbox 360, Xbox One, Nintendo Switch, Nintendo GameCube, Wii, Meta Quest 2, Zeebo |
| 2009        | Resident Evil 5              | Microsoft Windows, PS3, PS4, Xbox 360, Xbox One, Nintendo Switch, Nvidia Shield                                    |
| 2012        | Resident Evil 6              | Microsoft Windows, PS3, PS4, Xbox 360, Xbox One, Nintendo Switch                                                   |
| 2017        | Resident Evil 7: Biohazard   | Microsoft Windows, PS4, PS5, Xbox One, Xbox Series, Nintendo Switch, Google Stadia, Amazon Luna                    |
| 2021        | Resident Evil Village        | Microsoft Windows, PS4, PS5, Xbox One, Xbox Series, Nintendo Switch, Google Stadia, MacOS                          |
| 2026        | Resident Evil Requiem        | Microsoft Windows, PS5, Xbox Series                                                                                |

### Ремейки
| Рік випуску | Назва           | Платформи                                                                                |
| ----------- | --------------- | ---------------------------------------------------------------------------------------- |
| 2002        | Resident Evil   | Microsoft Windows, PS3, PS4, Xbox 360, Xbox One, Nintendo Switch, Nintendo GameCube, Wii |
| 2019        | Resident Evil 2 | Microsoft Windows, PS4, PS5, Xbox One, Xbox Series, Nintendo Switch, Amazon Luna         |
| 2020        | Resident Evil 3 | Microsoft Windows, PS4, PS5, Xbox One, Xbox Series, Nintendo Switch, Amazon Luna         |
| 2023        | Resident Evil 4 | Microsoft Windows, PS4, PS5, Xbox Series                                                 |

### Серія Revelations
| Рік випуску | Назва                        | Платформи                                                                             |
| ----------- | ---------------------------- | ------------------------------------------------------------------------------------- |
| 2012        | Resident Evil: Revelations   | Microsoft Windows, PS3, PS4, Xbox 360, Xbox One, Nintendo Switch, Nintendo 3DS, Wii U |
| 2015        | Resident Evil: Revelations 2 | Microsoft Windows, PS3, PS4, Xbox 360, Xbox One, Nintendo Switch, Playstation Vita    |

### Серія Survivor
| Рік випуску | Назва                                   | Платформи              |
| ----------- | --------------------------------------- | ---------------------- |
| 2000        | Resident Evil: Survivor                 | Microsoft Windows, PS1 |
| 2001        | Resident Evil Survivor 2 Code: Veronica | PS2, Arcade            |
| 2003        | Resident Evil: Dead Aim                 | PS2                    |

### Серія Outbreak
| Рік випуску | Назва                          | Платформи |
| ----------- | ------------------------------ | --------- |
| 2003        | Resident Evil Outbreak         | PS2       |
| 2004        | Resident Evil Outbreak: File 2 | PS2       |

### Серія Chronicles
| Рік випуску | Назва                                  | Платформи |
| ----------- | -------------------------------------- | --------- |
| 2007        | Resident Evil: The Umbrella Chronicles | PS3, Wii  |
| 2009        | Resident Evil: The Darkside Chronicles | PS3, Wii  |

### Інші ігри
| Рік випуску | Назва                                 | Платформи                                                                         |
| ----------- | ------------------------------------- | --------------------------------------------------------------------------------- |
| 2001        | Resident Evil Gaiden                  | Game Boy Color                                                                    |
| 2006        | Resident Evil: Deadly Silence         | Nintendo DS (є портом оригінальної Resident Evil з адаптованим під DS керуванням) |
| 2011        | Resident Evil: The Mercenaries 3D     | Nintendo 3DS                                                                      |
| 2012        | Resident Evil: Operation Raccoon City | Microsoft Windows, PS3, Xbox 360,                                                 |
| 2016        | Umbrella Corps                        | Microsoft Windows, PS4                                                            |
| 2020        | Resident Evil: Resistance             | Microsoft Windows, PS4, Xbox One                                                  |
| 2022        | Resident Evil Re:Verse                | Microsoft Windows, PS4, Xbox One                                                  |

### Ігри для мобільних телефонів
| Рік випуску | Назва                              | Примітки                                                            | Примітки                                                            | Примітки                                                            | Примітки                                                            | Примітки                                                            | Примітки                                                            | Примітки                                                            | Примітки                                                            | Примітки                                                            | Примітки                                                            | Примітки                                                            | Примітки                                                            | Примітки                                                            | Примітки                                                            | Примітки                                                            | Примітки                                                            | Примітки                                                            | Примітки                                                            | Примітки                                                            | Примітки                                                            |
| ----------- | ---------------------------------- | ------------------------------------------------------------------- | ------------------------------------------------------------------- | ------------------------------------------------------------------- | ------------------------------------------------------------------- | ------------------------------------------------------------------- | ------------------------------------------------------------------- | ------------------------------------------------------------------- | ------------------------------------------------------------------- | ------------------------------------------------------------------- | ------------------------------------------------------------------- | ------------------------------------------------------------------- | ------------------------------------------------------------------- | ------------------------------------------------------------------- | ------------------------------------------------------------------- | ------------------------------------------------------------------- | ------------------------------------------------------------------- | ------------------------------------------------------------------- | ------------------------------------------------------------------- | ------------------------------------------------------------------- | ------------------------------------------------------------------- |
| 2002        | Biohazard: Assault the Nightmare   | Історія базується на Resident Evil 1                                | Історія базується на Resident Evil 1                                | Історія базується на Resident Evil 1                                | Історія базується на Resident Evil 1                                | Історія базується на Resident Evil 1                                | Історія базується на Resident Evil 1                                | Історія базується на Resident Evil 1                                | Історія базується на Resident Evil 1                                | Історія базується на Resident Evil 1                                | Історія базується на Resident Evil 1                                | Історія базується на Resident Evil 1                                | Історія базується на Resident Evil 1                                | Історія базується на Resident Evil 1                                | Історія базується на Resident Evil 1                                | Історія базується на Resident Evil 1                                | Історія базується на Resident Evil 1                                | Історія базується на Resident Evil 1                                | Історія базується на Resident Evil 1                                | Історія базується на Resident Evil 1                                | Історія базується на Resident Evil 1                                |
| 2003        | Resident Evil: The Missions        | Історія базується на Resident Evil 3: Nemesis                       | Історія базується на Resident Evil 3: Nemesis                       | Історія базується на Resident Evil 3: Nemesis                       | Історія базується на Resident Evil 3: Nemesis                       | Історія базується на Resident Evil 3: Nemesis                       | Історія базується на Resident Evil 3: Nemesis                       | Історія базується на Resident Evil 3: Nemesis                       | Історія базується на Resident Evil 3: Nemesis                       | Історія базується на Resident Evil 3: Nemesis                       | Історія базується на Resident Evil 3: Nemesis                       | Історія базується на Resident Evil 3: Nemesis                       | Історія базується на Resident Evil 3: Nemesis                       | Історія базується на Resident Evil 3: Nemesis                       | Історія базується на Resident Evil 3: Nemesis                       | Історія базується на Resident Evil 3: Nemesis                       | Історія базується на Resident Evil 3: Nemesis                       | Історія базується на Resident Evil 3: Nemesis                       | Історія базується на Resident Evil 3: Nemesis                       | Історія базується на Resident Evil 3: Nemesis                       | Історія базується на Resident Evil 3: Nemesis                       |
| 2003-2006   | Resident Evil: Confidential Report | Покрокова гра, має 4 частини (File #1-4).                           | Покрокова гра, має 4 частини (File #1-4).                           | Покрокова гра, має 4 частини (File #1-4).                           | Покрокова гра, має 4 частини (File #1-4).                           | Покрокова гра, має 4 частини (File #1-4).                           | Покрокова гра, має 4 частини (File #1-4).                           | Покрокова гра, має 4 частини (File #1-4).                           | Покрокова гра, має 4 частини (File #1-4).                           | Покрокова гра, має 4 частини (File #1-4).                           | Покрокова гра, має 4 частини (File #1-4).                           | Покрокова гра, має 4 частини (File #1-4).                           | Покрокова гра, має 4 частини (File #1-4).                           | Покрокова гра, має 4 частини (File #1-4).                           | Покрокова гра, має 4 частини (File #1-4).                           | Покрокова гра, має 4 частини (File #1-4).                           | Покрокова гра, має 4 частини (File #1-4).                           | Покрокова гра, має 4 частини (File #1-4).                           | Покрокова гра, має 4 частини (File #1-4).                           | Покрокова гра, має 4 частини (File #1-4).                           | Покрокова гра, має 4 частини (File #1-4).                           |
| 2004        | Biohazard: The Stories             | Історія базується на Resident Evil 3: Nemesis                       | Історія базується на Resident Evil 3: Nemesis                       | Історія базується на Resident Evil 3: Nemesis                       | Історія базується на Resident Evil 3: Nemesis                       | Історія базується на Resident Evil 3: Nemesis                       | Історія базується на Resident Evil 3: Nemesis                       | Історія базується на Resident Evil 3: Nemesis                       | Історія базується на Resident Evil 3: Nemesis                       | Історія базується на Resident Evil 3: Nemesis                       | Історія базується на Resident Evil 3: Nemesis                       | Історія базується на Resident Evil 3: Nemesis                       | Історія базується на Resident Evil 3: Nemesis                       | Історія базується на Resident Evil 3: Nemesis                       | Історія базується на Resident Evil 3: Nemesis                       | Історія базується на Resident Evil 3: Nemesis                       | Історія базується на Resident Evil 3: Nemesis                       | Історія базується на Resident Evil 3: Nemesis                       | Історія базується на Resident Evil 3: Nemesis                       | Історія базується на Resident Evil 3: Nemesis                       | Історія базується на Resident Evil 3: Nemesis                       |
| 2004        | Biohazard Zombie Shooter           |                                                                     |                                                                     |                                                                     |                                                                     |                                                                     |                                                                     |                                                                     |                                                                     |                                                                     |                                                                     |                                                                     |                                                                     |                                                                     |                                                                     |                                                                     |                                                                     |                                                                     |                                                                     |                                                                     |                                                                     |
| 2007        | Biohazard: The Episodes            | Історія базується на Resident Evil 3: Nemesis                       | Історія базується на Resident Evil 3: Nemesis                       | Історія базується на Resident Evil 3: Nemesis                       | Історія базується на Resident Evil 3: Nemesis                       | Історія базується на Resident Evil 3: Nemesis                       | Історія базується на Resident Evil 3: Nemesis                       | Історія базується на Resident Evil 3: Nemesis                       | Історія базується на Resident Evil 3: Nemesis                       | Історія базується на Resident Evil 3: Nemesis                       | Історія базується на Resident Evil 3: Nemesis                       | Історія базується на Resident Evil 3: Nemesis                       | Історія базується на Resident Evil 3: Nemesis                       | Історія базується на Resident Evil 3: Nemesis                       | Історія базується на Resident Evil 3: Nemesis                       | Історія базується на Resident Evil 3: Nemesis                       | Історія базується на Resident Evil 3: Nemesis                       | Історія базується на Resident Evil 3: Nemesis                       | Історія базується на Resident Evil 3: Nemesis                       | Історія базується на Resident Evil 3: Nemesis                       | Історія базується на Resident Evil 3: Nemesis                       |
| 2007        | Biohazard: The Operations          | Історія базується на Resident Evil 1                                | Історія базується на Resident Evil 1                                | Історія базується на Resident Evil 1                                | Історія базується на Resident Evil 1                                | Історія базується на Resident Evil 1                                | Історія базується на Resident Evil 1                                | Історія базується на Resident Evil 1                                | Історія базується на Resident Evil 1                                | Історія базується на Resident Evil 1                                | Історія базується на Resident Evil 1                                | Історія базується на Resident Evil 1                                | Історія базується на Resident Evil 1                                | Історія базується на Resident Evil 1                                | Історія базується на Resident Evil 1                                | Історія базується на Resident Evil 1                                | Історія базується на Resident Evil 1                                | Історія базується на Resident Evil 1                                | Історія базується на Resident Evil 1                                | Історія базується на Resident Evil 1                                | Історія базується на Resident Evil 1                                |
| 2008        | Resident Evil: Genesis             | Історія базується на Resident Evil 1                                | Історія базується на Resident Evil 1                                | Історія базується на Resident Evil 1                                | Історія базується на Resident Evil 1                                | Історія базується на Resident Evil 1                                | Історія базується на Resident Evil 1                                | Історія базується на Resident Evil 1                                | Історія базується на Resident Evil 1                                | Історія базується на Resident Evil 1                                | Історія базується на Resident Evil 1                                | Історія базується на Resident Evil 1                                | Історія базується на Resident Evil 1                                | Історія базується на Resident Evil 1                                | Історія базується на Resident Evil 1                                | Історія базується на Resident Evil 1                                | Історія базується на Resident Evil 1                                | Історія базується на Resident Evil 1                                | Історія базується на Resident Evil 1                                | Історія базується на Resident Evil 1                                | Історія базується на Resident Evil 1                                |
| 2008        | Resident Evil: Degeneration        | Історія базується на Resident Evil Degeneration анімаційному фільмі | Історія базується на Resident Evil Degeneration анімаційному фільмі | Історія базується на Resident Evil Degeneration анімаційному фільмі | Історія базується на Resident Evil Degeneration анімаційному фільмі | Історія базується на Resident Evil Degeneration анімаційному фільмі | Історія базується на Resident Evil Degeneration анімаційному фільмі | Історія базується на Resident Evil Degeneration анімаційному фільмі | Історія базується на Resident Evil Degeneration анімаційному фільмі | Історія базується на Resident Evil Degeneration анімаційному фільмі | Історія базується на Resident Evil Degeneration анімаційному фільмі | Історія базується на Resident Evil Degeneration анімаційному фільмі | Історія базується на Resident Evil Degeneration анімаційному фільмі | Історія базується на Resident Evil Degeneration анімаційному фільмі | Історія базується на Resident Evil Degeneration анімаційному фільмі | Історія базується на Resident Evil Degeneration анімаційному фільмі | Історія базується на Resident Evil Degeneration анімаційному фільмі | Історія базується на Resident Evil Degeneration анімаційному фільмі | Історія базується на Resident Evil Degeneration анімаційному фільмі | Історія базується на Resident Evil Degeneration анімаційному фільмі | Історія базується на Resident Evil Degeneration анімаційному фільмі |
| 2009        | Resident Evil: Uprising            | Історія базується на сценарії Клер з Resident Evil 2                | Історія базується на сценарії Клер з Resident Evil 2                | Історія базується на сценарії Клер з Resident Evil 2                | Історія базується на сценарії Клер з Resident Evil 2                | Історія базується на сценарії Клер з Resident Evil 2                | Історія базується на сценарії Клер з Resident Evil 2                | Історія базується на сценарії Клер з Resident Evil 2                | Історія базується на сценарії Клер з Resident Evil 2                | Історія базується на сценарії Клер з Resident Evil 2                | Історія базується на сценарії Клер з Resident Evil 2                | Історія базується на сценарії Клер з Resident Evil 2                | Історія базується на сценарії Клер з Resident Evil 2                | Історія базується на сценарії Клер з Resident Evil 2                | Історія базується на сценарії Клер з Resident Evil 2                | Історія базується на сценарії Клер з Resident Evil 2                | Історія базується на сценарії Клер з Resident Evil 2                | Історія базується на сценарії Клер з Resident Evil 2                | Історія базується на сценарії Клер з Resident Evil 2                | Історія базується на сценарії Клер з Resident Evil 2                | Історія базується на сценарії Клер з Resident Evil 2                |
| 2009        | Resident Evil 4                    | Також є варіації Lite і Platinum (з покращеною графікою)            | Також є варіації Lite і Platinum (з покращеною графікою)            | Також є варіації Lite і Platinum (з покращеною графікою)            | Також є варіації Lite і Platinum (з покращеною графікою)            | Також є варіації Lite і Platinum (з покращеною графікою)            | Також є варіації Lite і Platinum (з покращеною графікою)            | Також є варіації Lite і Platinum (з покращеною графікою)            | Також є варіації Lite і Platinum (з покращеною графікою)            | Також є варіації Lite і Platinum (з покращеною графікою)            | Також є варіації Lite і Platinum (з покращеною графікою)            | Також є варіації Lite і Platinum (з покращеною графікою)            | Також є варіації Lite і Platinum (з покращеною графікою)            | Також є варіації Lite і Platinum (з покращеною графікою)            | Також є варіації Lite і Platinum (з покращеною графікою)            | Також є варіації Lite і Platinum (з покращеною графікою)            | Також є варіації Lite і Platinum (з покращеною графікою)            | Також є варіації Lite і Platinum (з покращеною графікою)            | Також є варіації Lite і Platinum (з покращеною графікою)            | Також є варіації Lite і Platinum (з покращеною графікою)            | Також є варіації Lite і Platinum (з покращеною графікою)            |
| 2010        | Biohazard: Survival Door           | Історія базується на Resident Evil 1                                | Історія базується на Resident Evil 1                                | Історія базується на Resident Evil 1                                | Історія базується на Resident Evil 1                                | Історія базується на Resident Evil 1                                | Історія базується на Resident Evil 1                                | Історія базується на Resident Evil 1                                | Історія базується на Resident Evil 1                                | Історія базується на Resident Evil 1                                | Історія базується на Resident Evil 1                                | Історія базується на Resident Evil 1                                | Історія базується на Resident Evil 1                                | Історія базується на Resident Evil 1                                | Історія базується на Resident Evil 1                                | Історія базується на Resident Evil 1                                | Історія базується на Resident Evil 1                                | Історія базується на Resident Evil 1                                | Історія базується на Resident Evil 1                                | Історія базується на Resident Evil 1                                | Історія базується на Resident Evil 1                                |
| 2011        | Resident Evil: Mercenaries Vs.     |                                                                     |                                                                     |                                                                     |                                                                     |                                                                     |                                                                     |                                                                     |                                                                     |                                                                     |                                                                     |                                                                     |                                                                     |                                                                     |                                                                     |                                                                     |                                                                     |                                                                     |                                                                     |                                                                     |                                                                     |
| 2011        | Resident Evil: Outbreak Survive    | Випущена в Японії як реклама сервісу GREE                           | Випущена в Японії як реклама сервісу GREE                           | Випущена в Японії як реклама сервісу GREE                           | Випущена в Японії як реклама сервісу GREE                           | Випущена в Японії як реклама сервісу GREE                           | Випущена в Японії як реклама сервісу GREE                           | Випущена в Японії як реклама сервісу GREE                           | Випущена в Японії як реклама сервісу GREE                           | Випущена в Японії як реклама сервісу GREE                           | Випущена в Японії як реклама сервісу GREE                           | Випущена в Японії як реклама сервісу GREE                           | Випущена в Японії як реклама сервісу GREE                           | Випущена в Японії як реклама сервісу GREE                           | Випущена в Японії як реклама сервісу GREE                           | Випущена в Японії як реклама сервісу GREE                           | Випущена в Японії як реклама сервісу GREE                           | Випущена в Японії як реклама сервісу GREE                           | Випущена в Японії як реклама сервісу GREE                           | Випущена в Японії як реклама сервісу GREE                           | Випущена в Японії як реклама сервісу GREE                           |
| 2011        | Resident Evil: Zombie Buster       |                                                                     |                                                                     |                                                                     |                                                                     |                                                                     |                                                                     |                                                                     |                                                                     |                                                                     |                                                                     |                                                                     |                                                                     |                                                                     |                                                                     |                                                                     |                                                                     |                                                                     |                                                                     |                                                                     |                                                                     |
| 2012        | Biohazard Clan Master              |                                                                     |                                                                     |                                                                     |                                                                     |                                                                     |                                                                     |                                                                     |                                                                     |                                                                     |                                                                     |                                                                     |                                                                     |                                                                     |                                                                     |                                                                     |                                                                     |                                                                     |                                                                     |                                                                     |                                                                     |
| 2013        | Biohazard Team Survive             |                                                                     |                                                                     |                                                                     |                                                                     |                                                                     |                                                                     |                                                                     |                                                                     |                                                                     |                                                                     |                                                                     |                                                                     |                                                                     |                                                                     |                                                                     |                                                                     |                                                                     |                                                                     |                                                                     |                                                                     |

## Основні персонажі ігор
Джилл Валентайн (Jill Valentine) — є головною героїнею частини першої, частини третьої, а також Resident Evil: Umbrella Chronicles.
Кріс Редфілд (Chris Redfield) — є головним персонажем частини першої, частини п'ятої, Resident Evil Code: Veronica та Resident Evil: Umbrella Chronicles.
Леон С. Кеннеді (Leon Scott Kennedy) — головний персонаж другої, четвертої і шостої частин.
Клер Редфілд (Claire Redfield) — головний персонаж другої частини і Resident Evil Code: Veronica.
Альберт Вескер (Albert Wesker) — головний антагоніст серії. Присутній у всіх основних частинах серії до шостої.
Ада Вонг (Ada Vong) — персонаж другої, четвертої і шостої частин, а також Resident Evil: The Umbrella Chronicles, Resident Evil: The Darkside Chronicles, Resident Evil: Operation Raccoon City.
Ребекка Чемберс (Rebecca Chambers) — є головним персонажем Resident Evil Zero, зустрічається у частині першій та Resident Evil: Umbrella Chronicles.
Ітан Вінтерс (Ethan Winters) — головний персонаж сьомої та восьмої частини.
Тиран / Немезис (Tyrant / Nemesis) — антагоністи перших частин серії.

## Супутня продукція
Разом з відеоіграми, всесвіт Resident Evil доповнюють фільми, комікси та новели, створені за офіційними ліцензіями.

### Фільми
Вийшло сім художніх та чотири анімаційні фільми, а також один телесеріал та один анімаційний серіал. Художні фільми, написані та поставлені Полом Андерсоном, не переказують події ігрової серії, проте використовують тих самих персонажів: Джилл Велентайн, Клер Редфілд, Леон Скот Кенеді, Проект Немезида, Кріс Редфілд та Альберт Вескер. Головною героїнею цих фільмів є суцільно новий, спеціально створений, персонаж — Еліс, яку зіграла Міла Йовович. Незважаючи на негативну реакцію критиків та неоднорідні рецензії фанів ігрової серії, фільми зібрали більш ніж 1,2 мільярди доларів по всьому світі. Це, наразі, єдина кіноадаптація відеогри, яка з кожним виходом наступного фільму збільшує дохід від прокату.

#### Художні фільми
| Назва                                    | Рік випуску | Оригінальна назва                      | Режисер          |
| ---------------------------------------- | ----------- | -------------------------------------- | ---------------- |
| Оселя зла                                | 2002        | Resident Evil                          | Пол Андерсон     |
| Оселя зла: Апокаліпсис                   | 2004        | Resident Evil: Apocalypse              | Александер Вітт  |
| Оселя зла: Вимирання                     | 2007        | Resident Evil: Extinction              | Рассел Малкехі   |
| Оселя зла: Потойбічне життя              | 2010        | Resident Evil: Afterlife               | Пол Андерсон     |
| Оселя зла: Відплата                      | 2012        | Resident Evil: Retribution             | Пол Андерсон     |
| Оселя зла: Фінальна битва                | 2016        | Resident Evil: Final Chapter           | Пол Андерсон     |
| Оселя зла: Ласкаво просимо у Раккун-Сіті | 2021        | Resident Evil: Welcome to Raccoon City | Йоганнес Робертс |
| Оселя зла                                | 2026        | Resident Evil                          | Зак Креггер      |

#### Анімаційні фільми та серіали від Capcom Studios
На відміну від художніх фільмів, сюжет анімаційних фільмів тісно пов'язаний з іграми.
| Назва                          | Рік випуску | Оригінальна назва                | Режисер            |
| ------------------------------ | ----------- | -------------------------------- | ------------------ |
| Оселя зла 4D-Кат               | 2000        | Biohazard 4D-Executer            | Oohata Kouichi     |
| Оселя зла: Виродження          | 2008        | Resident Evil: Degeneration      | Makoto Kamiya      |
| Оселя зла: Прокляття           | 2012        | Resident Evil: Damnation         | Makoto Kamiya      |
| Оселя зла: Вендетта            | 2017        | Resident Evil: Vendetta          | Takanori Tsujimoto |
| Оселя зла: Нескінченна темрява | 2021        | Resident Evil: Infinite Darkness | Eiichiro Hasumi    |
| Оселя зла: Острів смерті       | 2023        | Resident Evil: Death Island      | Eiichiro Hasumi    |

#### Телесеріали
| Назва     | Рік випуску | Оригінальна назва | Режисер        | Кількість серій | Кількість сезонів |
| --------- | ----------- | ----------------- | -------------- | --------------- | ----------------- |
| Оселя зла | 2022        | Resident Evil     | Bronwen Hughes | 8               | 1                 |

#### Книги
Найпершою новелою серії Resident Evil стала Оселя зла: Початок (Biohazard: The Beginning), написана Хіроюкі Арігою (Hiroyuki Ariga). Твір був виданий у 1997 році у складі книги Правдива версія Оселі зла (The True Story of Biohazard), яка презентувалася як бонус тим, хто зробив попереднє замовлення на версію гри Biohazard (Resident Evil) для ігрової консолі Sega Saturn. Історія, подана у новелі, відбувається перед подіями самої Resident Evil, де Кріс розслідує зникнення свого друга Біллі Ребітсона.
С. Д. Перрі новелізувала перші п'ять ігор, а також написала дві новели, що описують події між цими іграми:
- The Umbrella Conspiracy (Змова Корпорації «Амбрелла»), 1998 — новелізація першої гри.
- Caliban Cove (Бухта Калібан), 1998 — новела з оригінальним сюжетом, події якої розгортаються після першої гри.
- City of the Dead (Місто мертвих), 1999 — новелізація другої гри.
- Underworld (Пекло), 1999 — інша оригінальна новела, події якої розгортаються після другої гри.
- Nemesis (Проект Немезида), 2000 — новелізація третьої гри.
- Code: Veronica (Код: Верóніка), 2001 — новелізація однойменної гри.
- Zero Hour (Вирішальна година), 2004 — новелізація Resident Evil Zero, яка є пріквелом першої частини.

Новели не завжди дослівно передавали сюжет ігор, описуючи події далеко за межами ігрової серії. Часто це означало, що пізніше ігри, де сюжет повернеться в інше русло, будуть суперечити новелам. Наприклад, у новелі Underworld місто Ракун було знищене під час випадкової пожежі після подій City of the Dead, тоді як у грі Resident Evil 3 місто було знищено урядом за допомогою ядерного вибуху. Новели Перрі, зокрема The Umbrella Conspiracy, також посилаються на події Biohazard: The Beginning, наприклад, зникнення кандидатів на пост мера Біллі Ребітсона та Браяна Айронса. Найпомітнішим доповненням книжної серії є суцільно новий персонаж Трент, який часто виступає у ролі таємничого, впливового помічника головних героїв. Новели Перрі було перекладено і видано у Японії в новій обкладинці від Wolfina. Офіційних українських перекладів наразі не існує.
У Японії також було видано трилогію оригінальних новел Biohazard. Hokkai no Yōjū? (яп. 北海の妖獣 «The Beast of the Northern Seas») видана у 1998 році, автор Kyū Asakura. Дві додаткові новели видано у 2002 році — To the Liberty (автор Suien Kimura) та Rose Blank (автор Tadashi Aizawa). Хоча офіційних англійських перекладів ще не існує, останні дві книги було перекладено та видано в Німеччині у 2006 році.
Кейт ДеКандідо (Keith R. A. DeCandido) є автором новелізацій перших трьох художніх фільмів серії: книги Genesis (Початок), Apocalypse (Апокаліпсис) та Extinction (Вимирання) відповідно. Genesis було видано через два роки після виходу відповідного фільму, тоді як Extinction — наприкінці липня 2007 року, за два місяці до виходу Вимирання. Також існує японська новелізація першого фільму за авторства Osamu Makino, яка зовсім не пов'язана з версією ДеКандідо.

#### Комікси
У квітні 1997 року Marvel Comics видає один випуск коміксу за мотивами першої Resident Evil, присвячений виходу оригінальної версії гри на PlayStation.
У 1998 році, WildStorm починає виробництво щомісячних коміксів за мотивами перших двох ігор під назвою Resident Evil: The Official Comic Magazine (Оселя зла: Офіційний журнал коміксів), які налічують п'ять випусків. Перші чотири випуски видано компанією Image, тоді як останній, п'ятий випуск — у стінах Wildstorm. Кожний випуск об'єднує в собі короткі розповіді, як за мотивами подій ігор, так і пов'язані з ними побічні історії. Подібно до книг Перрі, комікси також розповідають про події після Resident Evil 2 (на той час остання гра), а тому пізніше суперечать наступним іграм.
WildStorm також видає чотири випуски Resident Evil: Fire & Ice (Оселя зла: Вогонь та лід), які змальовують тяжкі випробування групи Чарлі, третьої групи STARS, спеціально створеної для цього комікса. У 2009 році, WildStorm перевидає Fire & Ice у складі графічної новели.
У Гонконзі було видано маньхуа Biohazard — офіційні адаптації Biohazard 3 та Code: Veronica за авторством Lee Chung Hing. Остання була перекладена на англійську мову та видана компанією WildStorm як серія із чотирьох графічних новел.
У 2009 році, WildStorm починає видавати комікс пріквел до гри Resident Evil 5 під простою назвою Resident Evil, який центрується довкола двох членів організації BSAA (Bioterrorism Security Assessment Alliance) — Міни Гір (Mina Gere) та Холідея Шугармена (Holiday Sugarman). Комікс написаний Рікардом Санчезом (Ricardo Sanchez), проілюстрований Кевіном Шарпом (Kevin Sharpe) та Джимом Кларком (Jim Clark). Було видано усі випуски, окрім другого.

### Інше

#### Колекційні предмети
Протягом років компанії-виробники іграшок отримали ліцензії Resident Evil і кожна виробляла власні унікальні фігурки та модельки. До таких компанії належать, споміж інших, американські Toy Biz, Palisade Toys та японська Moby Dick. На сьогодні ліцензіями володіють NECA та Hot Toys. Спочатку компанія виробляла фігурки на основі Resident Evil 4, але пізніше розширила лінію виробництва, додавши персонажів з попередніх ігор. Tokyo Marui також виробляла моделі зброї, що була присутня в ігровій серії Resident Evil, для гри у страйкбол. Деякі колекції з обмеженим тиражем йшли у дерев'яній скриньці, де поміж інший сувенірів були моделі пістолетів Beretta з Resident Evil 3, Desert Eagle, золоті Люгери (Парабеллум) з Code: Veronica, пістолет «Samurai Edge» з рімейку Resident Evil. До інших товарів належить енергетичний напій «T-Virus Antidote». До найостанніших колекційних предметів належить набір з трьох фігурок із Resident Evil 5: Кріс Редфілд, Шева Аломар та міні-бос Кат Маджині.

#### Довідкові матеріали
Resident Evil Archives — довідковий посібник ігрової серії Resident Evil, написаний особовим складом Capcom. Він був перекладений на англійську мову та виданий компанією BradyGuides. Посібник описує та підсумовує усі ключові події Resident Evil Zero, Resident Evil, Resident Evil 2, Resident Evil 3, та Code: Veronica. Разом з аналізом сюжету, тут також знаходяться схеми зв'язків між персонажами, ілюстрації, описи ігрових предметів та виписки ігрових файлів з усіх п'ятьох ігор. Англійський переклад був розкритикований фанами за невідповідність японській версії посібника та офіційним перекладам самих ігор.

## Відгуки критиків
Більшість ігор основної серії Resident Evil отримали позитивні відгуки за використання елементів жаху, головоломок та великої кількості нестримного дійства. Багато ігор, найбільш помітніші Resident Evil 2 та Resident Evil 4, кілька разів нагороджувалися званням Гра року та часто опинялися у списках найкращих ігор усіх часів. Серія зазвичай критикується за незвичне розміщення головоломок. Якщо говорити про Code: Veronica, то один критик написав, що гра «все ще сильно налягає на головоломки, а не на сюжет.» Однак сайт IGN високо оцінив спробу Capcom зменшити та краще інтегрувати головоломки, написавши, що в Resident Evil 4 «головоломки вже не такі незрозумілі і деякі з них насправді кмітливі.»
Серія Resident Evil займає сьому сходинку у рейтингу «10 найкращих ігрових серій» за версією Gametrailers.
| Назва                                  | Платформа     | IGN (з 10) | GameSpot (з 10) | Metacritic (зі 100) | Gamerankings (зі 100 %) |
| -------------------------------------- | ------------- | ---------- | --------------- | ------------------- | ----------------------- |
| Resident Evil 0                        | GameCube      | 8.2        | 8.0             | 83                  | 83.99 %                 |
| Resident Evil                          | PlayStation   | 8.7        | 8.2             | 91                  | 89.95 %                 |
| Resident Evil                          | ПК            | Немає      | 7.2             | Немає               | 80.00 %                 |
| Resident Evil: Director's Cut          | PlayStation   | 8.9        | 6.9             | Немає               | 74.29 %                 |
| Resident Evil 2                        | GameCube      | 9.0        | 8.9             | 91                  | 89.82 %                 |
| Resident Evil 2                        | PlayStation   | 9.3        | 8.9             | 89                  | 92.43 %                 |
| Resident Evil 2                        | ПК            | 6.8        | 7.0             | Немає               | 79.59 %                 |
| Resident Evil 3: Nemesis               | PlayStation   | 9.4        | 8.8             | Немає               | 88.32 %                 |
| Resident Evil 3: Nemesis               | DreamCast     | 8.0        | 8.3             | 79                  | 81.11 %                 |
| Resident Evil 3: Nemesis               | ПК            | 7.6        | 6.9             | 71                  | 74.15 %                 |
| Resident Evil Code: Veronica           | DreamCast     | 9.2        | 9.5             | Немає               | 93.61 %                 |
| Resident Evil Code: Veronica X         | PlayStation 2 | 6.5        | 9.0             | 84                  | 82.12 %                 |
| Resident Evil 4                        | GameCube      | 9.8        | 9.6             | 96                  | 95.67 %                 |
| Resident Evil 4                        | PlayStation 2 | 9.5        | 9.3             | 96                  | 95.67 %                 |
| Resident Evil 4                        | ПК            | 7.7        | 7.8             | 76                  | 74.24 %                 |
| Resident Evil 4 Wii Edition            | Wii           | 9.0        | 9.1             | 91                  | 91.24 %                 |
| Resident Evil 5                        | PlayStation 3 | 9.0        | 8.5             | 86                  | 86.92 %                 |
| Resident Evil 5                        | Xbox 360      | 9.0        | 8.5             | 85                  | 85.92 %                 |
| Resident Evil 5                        | ПК            | 9.3        | 8.5             | 86                  | 86.69 %                 |
| Resident Evil: The Umbrella Chronicles | Wii           | 8.0        | 7.0             | 75                  | 75.39 %                 |
| Resident Evil: The Darkside Chronicles | Wii           | 8.1        | 6.0             | 75                  | 74.54 %                 |
| Resident Evil: Outbreak                | PlayStation 2 | 7.6        | 7.2             | 71                  | 70.78 %                 |
| Resident Evil Outbreak: File 2         | PlayStation 2 | 6.5        | 6.6             | 58                  | 62.41 %                 |

## Обсяги продажу
Ігри серії продались обсягом понад 160 мільйонів одиниць по всьому світу станом на 2024 рік.
Загальні обсяги продажу ігор серії на всіх платформах.
| Назва                                   | Рік  | Обсяг продажу (в млн.) |
| --------------------------------------- | ---- | ---------------------- |
| Resident Evil 5                         | 2009 | 14,8                   |
| Resident Evil 2                         | 2019 | 14,2                   |
| Resident Evil 7: Biohazard              | 2017 | 13,7                   |
| Resident Evil 6                         | 2012 | 13,4                   |
| Resident Evil 4                         | 2005 | 13,3                   |
| Resident Evil Village                   | 2021 | 10,1                   |
| Resident Evil 3                         | 2020 | 9                      |
| Resident Evil 4                         | 2023 | 7,6                    |
| Resident Evil 2                         | 1998 | 6,1                    |
| Resident Evil                           | 2002 | 5,65                   |
| Resident Evil Zero                      | 2002 | 5,45                   |
| Resident Evil                           | 1996 | 5,08                   |
| Resident Evil Revelations               | 2012 | 5,2                    |
| Resident Evil Revelations 2             | 2015 | 5                      |
| Resident Evil 3: Nemesis                | 1999 | 3,5                    |
| Resident Evil: Operation Raccoon City   | 2012 | 2,7                    |
| Resident Evil Code: Veronica            | 2000 | 2,54                   |
| Resident Evil Outbreak                  | 2003 | 1,45                   |
| Resident Evil Revelations Collection    | 2017 | 1,3                    |
| Resident Evil: The Umbrella Chronicles  | 2007 | 1,3                    |
| Resident Evil: Survivor                 | 2000 | 0,48                   |
| Resident Evil Outbreak: File 2          | 2004 | 0,21                   |
| Resident Evil: The Mercenaries 3D       | 2011 | 0,16                   |
| Resident Evil: The Darkside Chronicles  | 2009 | 0,14                   |
| Resident Evil Survivor 2 Code: Veronica | 2001 | 0,11                   |
| Resident Evil: Dead Aim                 | 2003 | 0,04                   |

## Вплив на інші ігри
Через високу популярність Resident Evil, Capcom використовувала натяки на серію і навіть включала її персонажів в інших іграх власного виробництва. Інші компанії, наприклад, SNK Playmore та Namco, також використовувала натяки на серію.
- Pocket Fighter (1997) — в одному зі своїх комбо, Чан-Лі одягнута як Джилл Велентайн у формі STARS. Кінцівка гри за Акуму (Akuma) містить сцену, де він б'ється з зомбі, схожими на тих, що в Resident Evil.
- Breath of Fire III (1998) — у місті Caer Xhan є ворог на ім'я «Plant 42».
- Trick'N Snowboarder (1999) — спортивна гра про сноубординг на Sony PlayStation за участю Леона, Клер та поліцейського зомбі з Resident Evil 2.
- SNK vs. Capcom: Card Fighters Clash (1999) — містить різні обмінні картки засновані на іграх від Capcom та SNK, включаючи картки таких персонажів, як Джилл Велентайн, Леон Кенеді, Клер Редфілд та зомбі. Також є дійова картка під назвою «Escape» (Втеча), на якій зображена Шері Біркін, дочка Уільяма Біркіна, що утікає від мутанта G. Особняк з першої гри тут адаптований у тематичний парк-атракціон, включаючи двох персонажів на ім'я «Кріс» та «Мікамі»). У сиквелі (Card Fighters 2: Expand Edition) додано ще дві нові картки персонажів із зображеннями Кріса Редфілда та Немезиди. Нещодавня Card Fighters DS включає картки з Адою Вонг та Альбертом Вескером.
- Marvel vs. Capcom 2 (2000) — включає обширний список персонажів з Marvel Comics та Capcom. Один х них — Джилл Велентайн.
- Marvel vs. Capcom 3: Fate of Two Worlds (2011) — включатиме Кріса Редфілда, Джилл Велентайн та Альберта Вескера такими, якими вони зображені у Resident Evil 5.
- Mega Man Legends 2 (2000) — в залежності від прогресу гравця, магазин може містити «Game Cartridge» (Ігровий картридж) під назвою «Resident Evil 43».
- Under the Skin (2004) — один з рівнів цієї науково-фантастичної, комедійної гри на PlayStation 2 проходить у пародії на місто Ракун. Також тут присутні кілька персонажів з Resident Evil 3: Nemesis, включаючи Джилл Велентайн, Карлоса Олівейру, і звичайно ж Немезиду.
- Namco x Capcom (2005) — можна грати за Брюса МакҐіверна (Bruce McGivern) та Фонґ Лінґ (Fong Ling) з Resident Evil: Dead Aim.
- Viewtiful Joe: Double Trouble! (2005) — містить рівень, заснований на серії Resident Evil, з музикою, ворогами з ігор та зображеннями лиходіїв на задньому фоні, одягнених як Джил, Карлос, Клер та Стів.
- Dead Rising (2006) — містить кілька натяків на Resident Evil. Найочевидніший з них — ресторан під назвою Jill's Sandwiches (Сандвічі Джилл), як посилання на сюжетну лінію Баррі в оригінальній Resident Evil.
- Bayonetta (2009) — торговець зброєю, Родін, повторює слова Торговця із Resident Evil 4 — «Whadya Buyin'?» («Шо купуєм?»), мовляв, він чув таке в якійсь грі.